# سارة سميث (صحفية)
سارة سميث (بالإنجليزية: Sarah Smith) هي صحفية بريطانية، ولدت في 22 نوفمبر 1968 في إدنبرة في المملكة المتحدة.

## وصلات خارجية
- سارة سميث على موقع IMDb (الإنجليزية)